# 北海道道660号居辺本別線

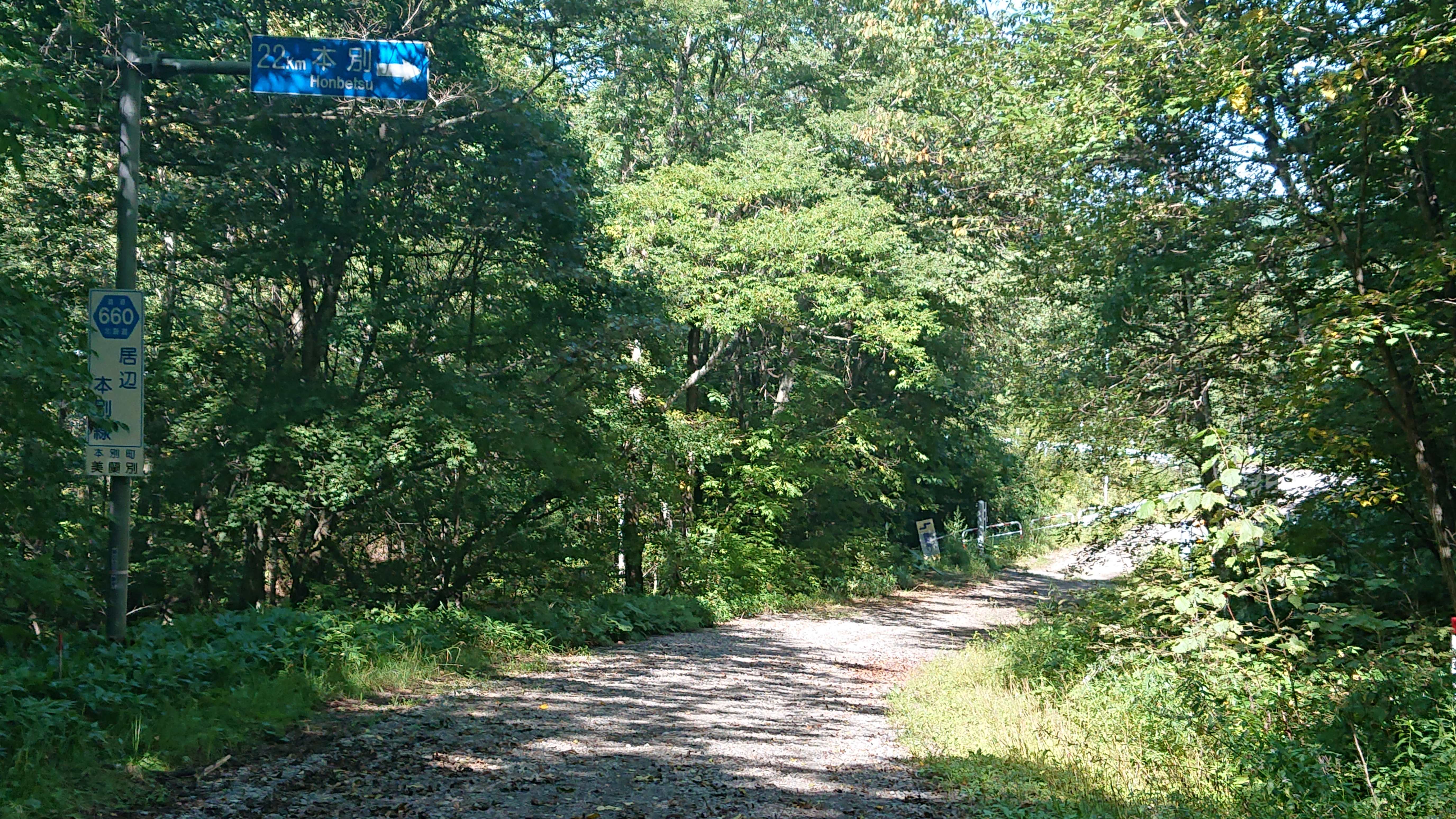
北海道道660号居辺本別線（本別町美蘭別）

北海道道660号居辺本別線（ほっかいどうどう660ごう おりべほんべつせん）は、北海道河東郡上士幌町と中川郡本別町を結ぶ一般道道である。

## 概要

### 路線データ
- 起点：北海道河東郡上士幌町居辺（国道241号交点）
- 終点：北海道中川郡本別町西勇足（北海道道134号本別士幌線、北海道道499号勇足本別停車場線交点）
- 総距離：28.6 km

## 歴史
- 1969年（昭和44年）6月18日 - 路線認定[1]。

## 地理

### 通過する自治体
- 十勝総合振興局
  - 河東郡上士幌町
  - 中川郡本別町

### 主な接続道路
上士幌町
- 国道241号 - 居辺（起点）
- 北海道道316号上士幌音更線 - 居辺

本別町
- 北海道道499号勇足本別停車場線 - 西勇足（終点）
- 北海道道134号本別士幌線 - 西勇足（終点）